# Marisa Lino
Marisa R. Lino (ur. 12 sierpnia 1950) – amerykańska dyplomatka, ambasador Stanów Zjednoczonych w Albanii w latach 1996–1999.